# Vénérand
Vénérand là một xã trong tỉnh Charente-Maritime trong vùng Nouvelle-Aquitaine, tây nam nước Pháp. Xã Vénérand nằm ở khu vực có độ cao trung bình 86 mét trên mực nước biển.